# Zena Tooze
Pour les articles homonymes, voir Tooze.
Zena Tooze (née le 3 mai 1955) est une biologiste et écologiste canadienne qui a travaillé au Nigeria dans le domaine de la préservation des primates depuis 1991.

## Formation
Elle a reçu un diplôme de maîtrise en Biologie de l'Université Dalhousie, à Halifax en Nouvelle-Écosse, en 1987.

## Prix et distinctions
En 2005, elle a reçu le Prix Whitley d'excellence en leadership dans la conservation de la nature.

## CERCOPAN
En 1994, Tooze fonde le Centre pour l'Éducation, la Recherche et la Conservation des Primates et de la Nature (Centre for Education, Research and Conservation of Primates and Nature, CERCOPAN) qui est une organisation non gouvernementale à but non lucratif, basée dans l'État de Cross River, au Nigeria. CERCOPAN est un projet de réhabilitation et de conservation pour les singes de la forêt menacés et en voie de disparition. Une grande partie de son travail consiste en la réhabilitation des jeunes singes rendus orphelins par le commerce de la viande de brousse. La mission de CERCOPAN est la conservation des primates du Nigeria grâce à une gestion durable de la forêt tropicale, des partenariats avec la communauté, l'éducation, la  réadaptation des primates et la recherche.
La communauté d'accueil de CERCOPAN est Iko Esai qui est impliquée dans la protection collaborative de 200 km2 de forêt jouxtant le Parc national de Cross River. Au moins six espèces de singe sont concernés par le programme de réhabilitation et de conservation, y compris les espèces endémiques Cercopithecus sclateri, Cercopithèque de Preuss et Moustac à oreilles rousses. Dirigeant CERCOPAN depuis 1995, Tooze cède la place à un nouveau directeur en janvier 2009, date à laquelle elle a pris le titre officiel de « Fondateur et Curateur », à la tête du conseil d'administration pour l'organisme de bienfaisance enregistré au Royaume-Uni et qu'elle a fondé pour soutenir le travail de préservation du Nigeria.